# 热夫勒桑
热夫勒桑（法語：Gevresin，法語發音：[ʒəvʁəzɛ̃]）是法国杜省的一个市镇，属于贝桑松区。

## 地理
热夫勒桑（46°58'2"N, 6°2'31"E）面积6.91 平方千米，位于法国勃艮第-弗朗什-孔泰大區杜省，该省份为法国东部内陆省份，北起上索恩省，西接汝拉省，东部及东南部与瑞士接壤，东北部与贝尔福地区省接壤。
与热夫勒桑接壤的市镇（或旧市镇、城区）包括：蒙马乌、阿蒙新城、勒维耶。

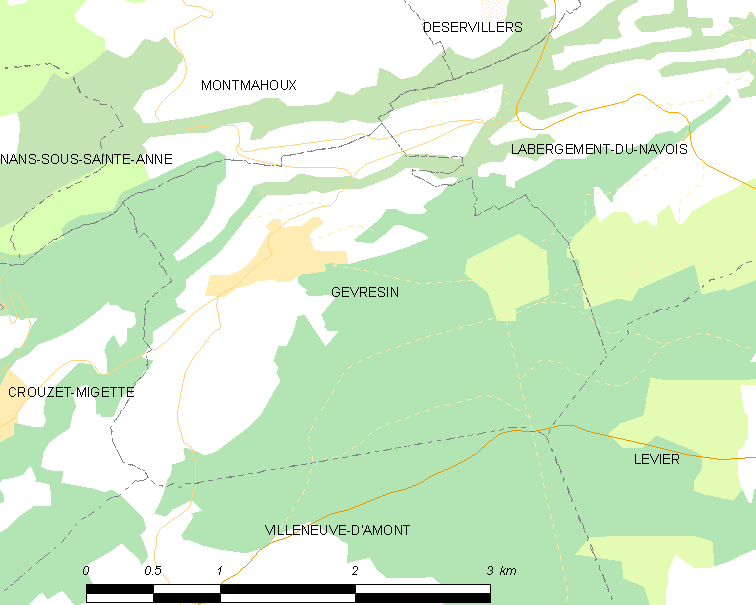
热夫勒桑的OSM定位图

热夫勒桑的时区为UTC+01:00、UTC+02:00（夏令时）。

## 行政
热夫勒桑的邮政编码为25270，INSEE市镇编码为25270。

## 政治
热夫勒桑所属的省级选区为奥尔南县。

## 人口

1962-2008年间热夫勒桑人口变化图示

热夫勒桑于2022年1月1日时的人口数量为153人。